# Manduca maricina
Manduca maricina är en fjärilsart som beskrevs av William Schaus 1941. Manduca maricina ingår i släktet Manduca och familjen svärmare. Inga underarter finns listade i Catalogue of Life.